# 托雷拉维特
托雷拉维特，是西班牙加泰罗尼亚巴塞罗那省的一个市镇。总面积24平方公里，总人口1400人（2013年），人口密度59人/平方公里。